# أفيسبا فوكوكا
أفيسبا فوكوكا (باليابانية: アビスパ福岡) هو نادي كرة قدم ياباني وهو نادي أساسي في اليابان.

## تاريخ
انتقل النادي إلى فكوكا في عام 1994. بعد أن أصبحوا أبطال الدوري الياباني لكرة القدم لعام 1995 باسم فكوكا بلكس ، وتم قبولهم في الدوري الياباني منذ موسم 1996 ، يملك النادي تاريخ طويل في الدوري الياباني ولم يتم تتويجه في أي مسابقات على مستوى البلاد مثل الدوري الياباني الدرجة الأولى أو الدرجة الثانية أو كأس الدوري الياباني أو كأس الإمبراطور.

## وصلة خارجية
- (باليابانية) Avispa Fukuoka Official Site